# Neohypdonus arcticus
Neohypdonus arcticus är en skalbaggsart som först beskrevs av Candeze 1860.  Neohypdonus arcticus ingår i släktet Neohypdonus, och familjen knäppare. Arten är reproducerande i Sverige.

## Bildgalleri

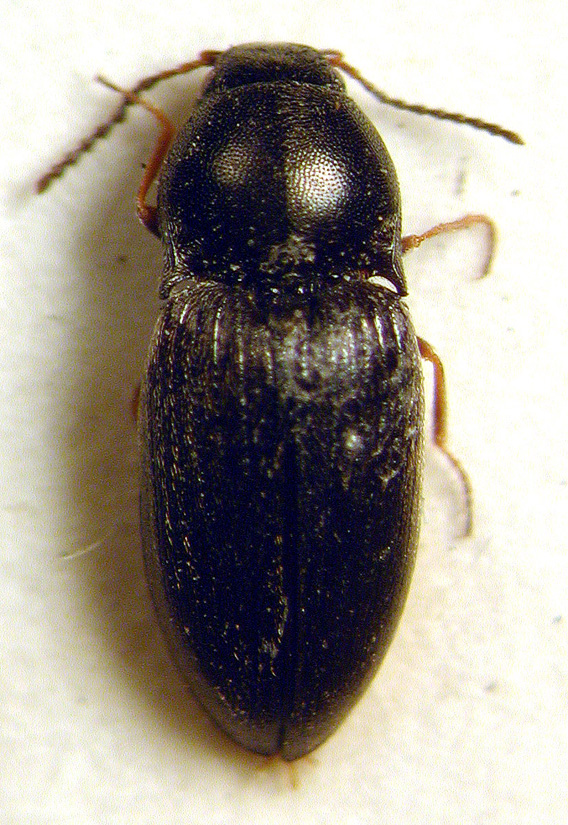